# Domra
La domra è un liuto, portato in Russia dai Mongoli nel XIII secolo (in una versione a due corde).
È considerata la madre della balalaica che poi ha mutato la forma della cassa in triangolare. Munita di tre o quattro corde di metallo e di un lungo manico, si suona con il plettro. Fu in voga nei secoli XVI e XVII ma è attualmente utilizzato nella musica folk in molti paesi dell'ex Unione Sovietica.
La domra nella versione a quattro corde ha un discreto successo anche negli Stati Uniti e in Ucraina (dove sostituisce la balalaica).

## Accordatura
- Accordatura dello strumento a tre corde - EAD (Mi - La - Re)
- Accordatura dello strumento a quattro corde - GDAE (Sol - Re - La - Mi) (come il violino o il mandolino)

Lo strumento si presenza in varie misura dal piccolo al contrabbasso
- Piccolo domra: b1 e2 a2 (si - mi -la)
- Primo domra: e1 a1 d2 [1] (mi - la -re)
- Soprano domra: b e1 a1 [2] (si - mi -la)
- Alto domra: e a d1 [3] (mi - la -re)
- Tenore domra: B e a [4] (si - mi -la)
- bassodomra: E A d [5]  (mi - la -re)
- Contrabbasso domra  (minore): 1E 1A D [6] (mi - la -re)
- Contrabbasso domra (maggiore): 1A D G [7] (la - re - sol)